# Adam Johann
Adam Johann (ur. 14 września 1921 w Zamościu, zm. 10 listopada 1994 w Warszawie) – polski artysta fotograf, publicysta. 

## Życiorys
Syn Rudolfa. Adam Johann związany z warszawskim środowiskiem fotograficznym – z fotografią artystyczną od połowy lat 30. XX wieku. Miejsce szczególne w jego twórczości zajmowała fotografia aktu, fotografia architektury, fotomontaż, fotografia krajoznawcza, fotografia martwej natury, fotografia portretowa. Zajmował się publicystyką związaną z fotografią, publikował wiele zdjęć w specjalistycznej prasie fotograficznej oraz wydawnictwach albumowych. W 1953 roku objął funkcję redaktora naczelnego miesięcznika Fotografia, wydawanego w Warszawie, w latach 1953–1974 (w 1953 czasopismo było agendą ZPAF). 
W 1950 roku został przyjęty w poczet członków rzeczywistych ówczesnego Polskiego Związku Artystów Fotografów – obecnego (od 1952) Związku Polskich Artystów Fotografików (legitymacja nr 80). Od 1973 roku był wiceprezesem Zarządu Głównego Związku Polskich Artystów Fotografików, w późniejszym czasie został członkiem honorowym ZPAF.
Zmarł w Warszawie, pochowany 17 listopada 1994 na cmentarzu Bródnowskim (sektor 46H-3-20).

## Ordery i odznaczenia
- Złoty Krzyż Zasługi (11 lipca 1955)[3]
- Srebrny Krzyż Zasługi (4 października 1946)[11]
- Medal 10-lecia Polski Ludowej (19 stycznia 1955)[12]